# Sidaharja (Pamarican)
Sidaharja is een bestuurslaag in het regentschap Ciamis van de provincie West-Java, Indonesië. Sidaharja telt 3289 inwoners (volkstelling 2010).